# ميخائيل فيرنون روبنسون
ميخائيل فيرنون روبنسون (بالإنجليزية: Michael Vernon Robinson)‏ هو مصمم سيارات ومصمم أمريكي، ولد في 2 مايو 1956 في لوس أنجلوس في الولايات المتحدة.